# Salicilat de 2-etilhexil
El salicilat d'octil o salicilat de 2-etilhexil és un compost orgànic que s'utilitza com a ingredient en protectors solars i cosmètics per absorbir els raigs UVB (ultraviolats) del sol. És un èster format per la condensació de l'àcid salicílic amb 2-etilhexanol. És un líquid oliós incolor amb una lleu olor floral.
La part de salicilat de la molècula absorbeix la llum ultraviolada i protegeix la pell dels efectes nocius de l'exposició a la llum del sol. La porció d'alcohol gras de l'etilhexil afegeix propietats emol·lients i similars a l'oli (resistents a l'aigua).